# Anamari Velenšek
Anamari Velenšek, née le 15 mai 1991 à Celje, est une judokate slovène de la catégorie des moins de 78 kg.
Habituée des podiums internationaux, Velenšek a remporté le tournoi de Paris en 2014.

## Palmarès
Jeux olympiques
- Médaille de bronze aux Jeux olympiques d'été de 2016 à Rio de Janeiro

Championnats du monde
- Médaille d'argent aux Championnats du monde 2015 à Astana
- Médaille de bronze aux Championnats du monde 2014 à Tcheliabinsk

Championnats d'Europe
- Médaille d'argent aux Championnats d'Europe 2013 à Budapest
- Médaille de bronze aux Championnats d'Europe 2012 à Tcheliabinsk
- Médaille de bronze aux Championnats d'Europe 2011 à Istanbul

Jeux européens
- Médaille de bronze aux Jeux européens de 2015 à Bakou

Jeux mondiaux militaires
- Médaille d'or aux Jeux mondiaux militaires d'été de 2015 à Mungyeong

Circuit IJF
- Médaille d'or au tournoi de Paris en 2014